# Plourac’h
Plourac’h (bretonisch gleicher Name) ist eine französische Gemeinde mit 350 Einwohnern (Stand: 1. Januar 2022) im Département Côtes-d’Armor in der Region Bretagne. Sie gehört zum Arrondissement Guingamp und zum Kanton Callac. Die Einwohner werden Plouracois(es) genannt.

## Geographie
Plourac’h liegt etwa 58 Kilometer westsüdwestlich von Saint-Brieuc. 

## Bevölkerungsentwicklung
| Plourac’h: Einwohnerzahlen von 1793 bis 2016                                                                               | Plourac’h: Einwohnerzahlen von 1793 bis 2016 | Plourac’h: Einwohnerzahlen von 1793 bis 2016 | Plourac’h: Einwohnerzahlen von 1793 bis 2016 | Plourac’h: Einwohnerzahlen von 1793 bis 2016 |
| --- | -------------------------------------------- | -------------------------------------------- | -------------------------------------------- | -------------------------------------------- |
| Jahr |                                              |                                              |                                              | Einwohner                                    |
| 1793 | 1793                                         |                                              | 1.015                                        | 1.015                                        |
| 1800 | 1800                                         |                                              | 843                                          | 843                                          |
| 1806 | 1806                                         |                                              | 932                                          | 932                                          |
| 1821 | 1821                                         |                                              | 1.013                                        | 1.013                                        |
| 1831 | 1831                                         |                                              | 1.265                                        | 1.265                                        |
| 1836 | 1836                                         |                                              | 1.158                                        | 1.158                                        |
| 1841 | 1841                                         |                                              | 1.240                                        | 1.240                                        |
| 1846 | 1846                                         |                                              | 1.242                                        | 1.242                                        |
| 1851 | 1851                                         |                                              | 1.320                                        | 1.320                                        |
| 1856 | 1856                                         |                                              | 1.312                                        | 1.312                                        |
| 1861 | 1861                                         |                                              | 1.368                                        | 1.368                                        |
| 1866 | 1866                                         |                                              | 1.398                                        | 1.398                                        |
| 1872 | 1872                                         |                                              | 1.454                                        | 1.454                                        |
| 1876 | 1876                                         |                                              | 1.525                                        | 1.525                                        |
| 1881 | 1881                                         |                                              | 1.481                                        | 1.481                                        |
| 1886 | 1886                                         |                                              | 1.547                                        | 1.547                                        |
| 1891 | 1891                                         |                                              | 1.537                                        | 1.537                                        |
| 1896 | 1896                                         |                                              | 1.593                                        | 1.593                                        |
| 1901 | 1901                                         |                                              | 1.528                                        | 1.528                                        |
| 1906 | 1906                                         |                                              | 1.568                                        | 1.568                                        |
| 1911 | 1911                                         |                                              | 1.612                                        | 1.612                                        |
| 1921 | 1921                                         |                                              | 1.488                                        | 1.488                                        |
| 1926 | 1926                                         |                                              | 1.388                                        | 1.388                                        |
| 1931 | 1931                                         |                                              | 1.338                                        | 1.338                                        |
| 1936 | 1936                                         |                                              | 1.259                                        | 1.259                                        |
| 1946 | 1946                                         |                                              | 1.153                                        | 1.153                                        |
| 1954 | 1954                                         |                                              | 960                                          | 960                                          |
| 1962 | 1962                                         |                                              | 836                                          | 836                                          |
| 1968 | 1968                                         |                                              | 742                                          | 742                                          |
| 1975 | 1975                                         |                                              | 592                                          | 592                                          |
| 1982 | 1982                                         |                                              | 513                                          | 513                                          |
| 1990 | 1990                                         |                                              | 437                                          | 437                                          |
| 1999 | 1999                                         |                                              | 370                                          | 370                                          |
| 2006 | 2006                                         |                                              | 354                                          | 354                                          |
| 2011 | 2011                                         |                                              | 347                                          | 347                                          |
| 2016 | 2016                                         |                                              | 322                                          | 322                                          |
| Quelle(n): EHESS/Cassini bis 1999, INSEE ab 2006 Anmerkung(en): Ab 1962 offizielle Zahlen ohne Einwohner mit Zweitwohnsitz |                                              |                                              |                                              |                                              |

## Baudenkmäler
Siehe: Liste der Monuments historiques in Plourac’h
- Pfarrkirche Saint-Jean-Baptiste aus dem frühen 15. Jahrhundert, seit 1912 als Monument historique klassifiziert
- Calvaire neben der Pfarrkirche Saint-Jean-Baptiste aus der zweiten Hälfte des 16. Jahrhunderts, seit 1926 als Monument historique eingeschrieben
- Kapelle Saint-Guénolé in Rudunos aus dem 16. Jahrhundert, seit 1926 als Monument historique eingeschrieben
- Ruine der Kapelle Saint-Maudez, seit 1964 als Monument historique eingeschrieben
- Monumentales Kreuz in Saint-Guénolé aus dem 18. Jahrhundert, seit 1926 als Monument historique eingeschrieben
- Überbleibsel einer Motte aus dem Hochmittelalter in Bourgerel
- Herrenhaus in Guerlosquet aus dem 19. Jahrhundert mit Überbleibseln aus dem 16. Jahrhundert

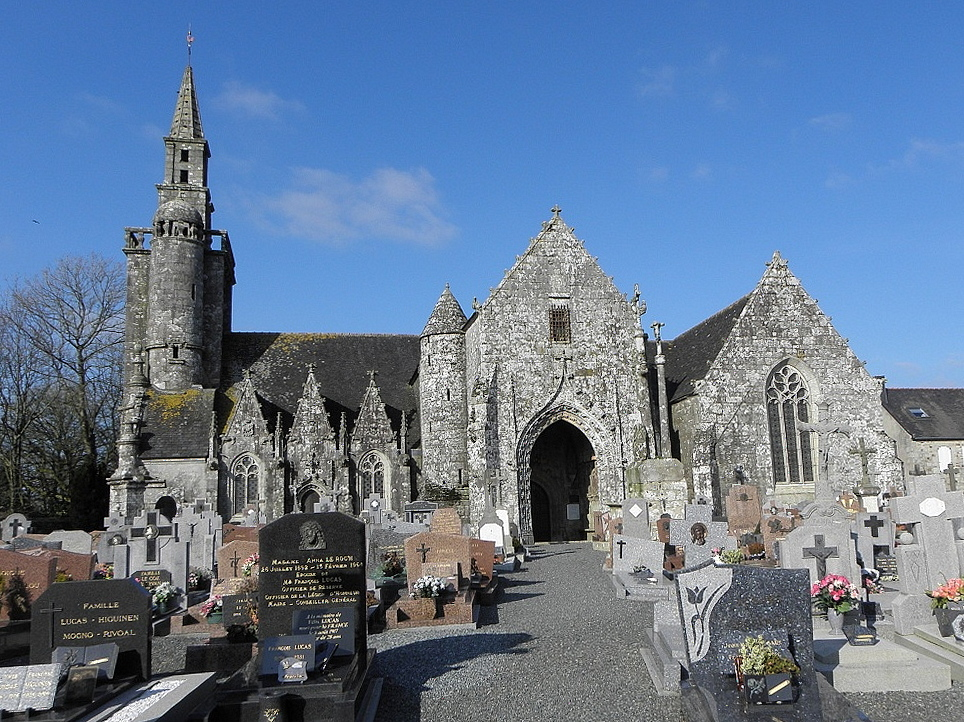
Kirche Saint-Jean-Baptiste
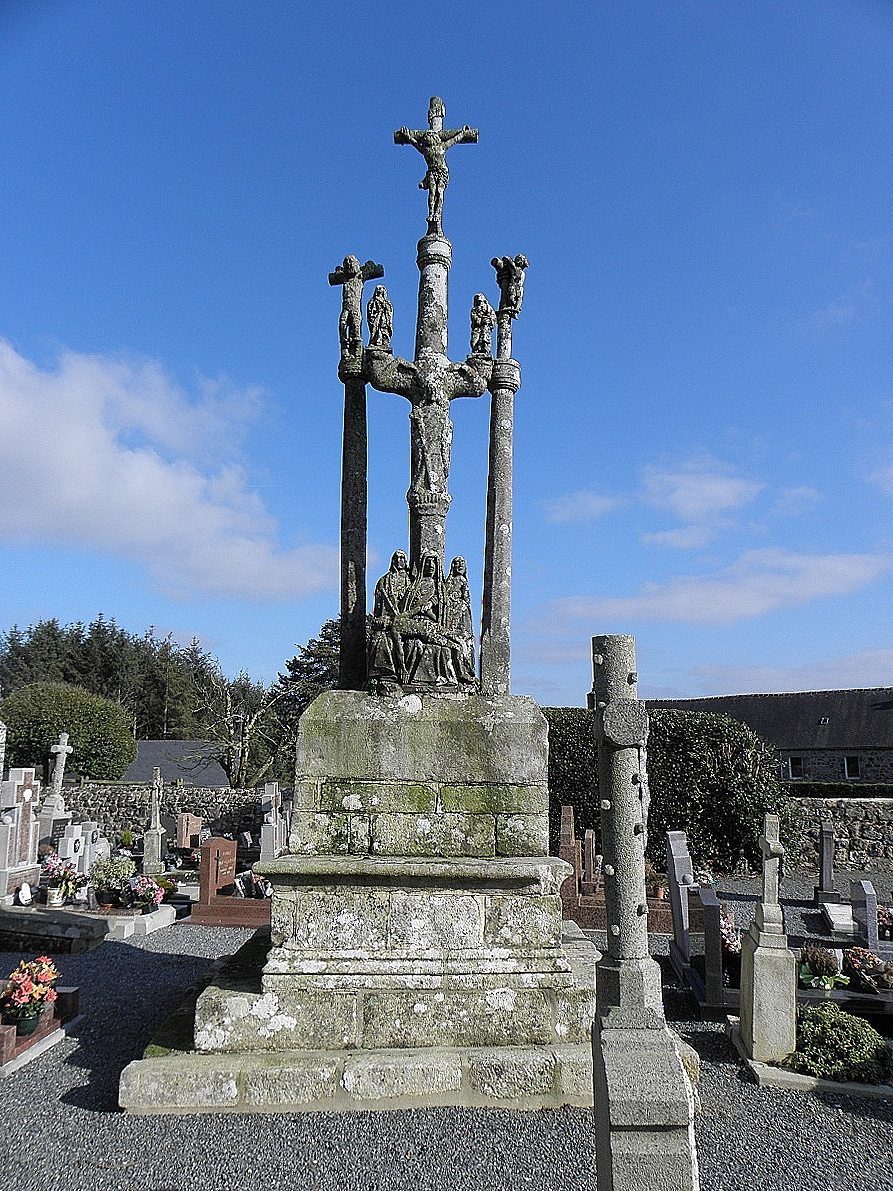
Calvaire
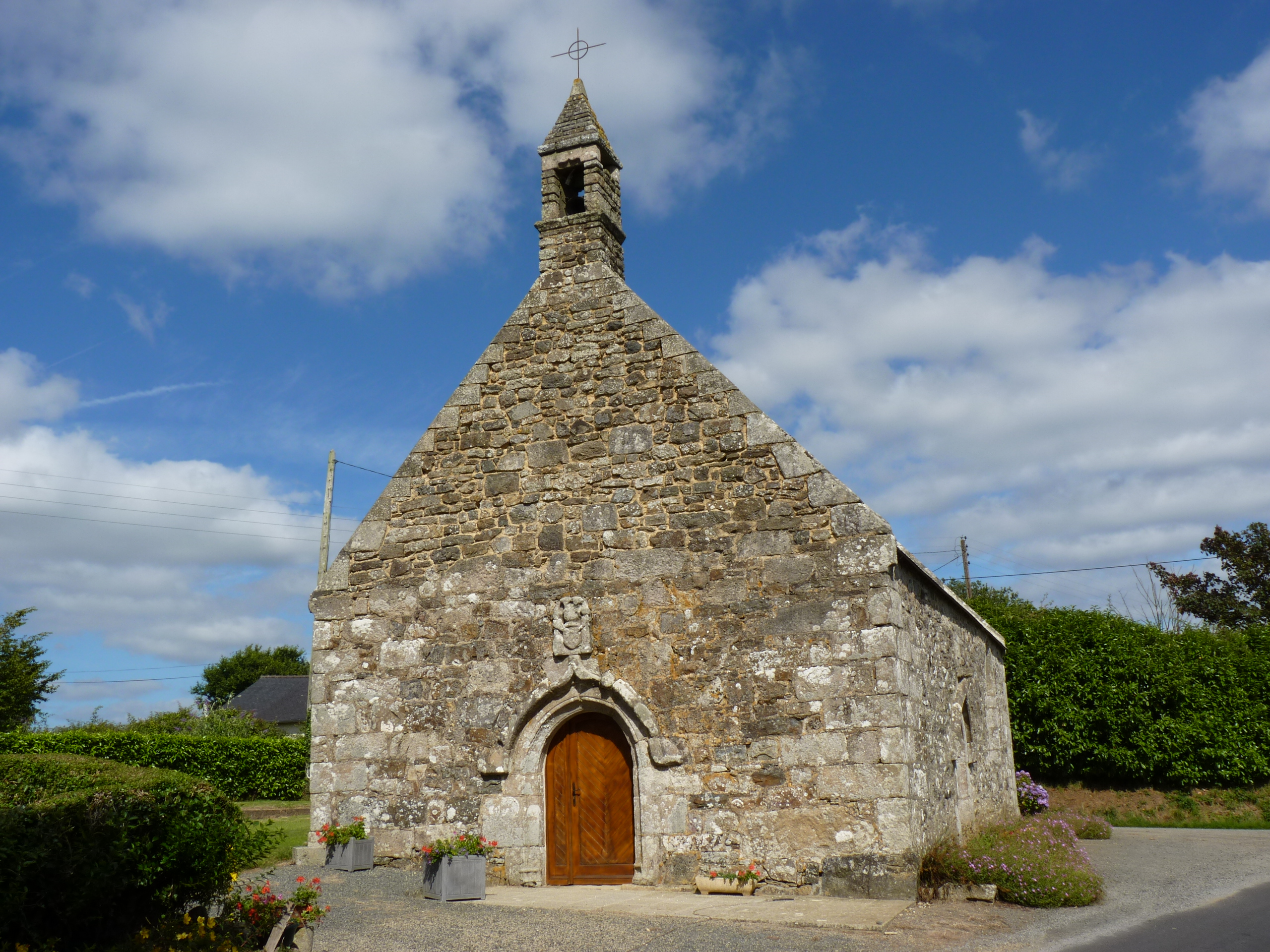
Kapelle Saint-Guénolé